# نیروگاه حرارتی هاچینوهه
نیروگاه حرارتی هاچینوهه (八戸火力発電所, Hachinohe Karyoku Hatsudensho) (انگلیسی: Hachinohe Thermal Power Station) یک نیروگاه حرارتی گاز طبیعی مایع (LNG) است که توسط شرکت Tohoku Electric در شهر هاچینوهه، آموری، ژاپن اداره می‌شود. این مرکز در سواحل اقیانوس آرام واقع شده‌است.

## تاریخچه
در زمان تأسیس شرکت توهوکو الکتریک، تمام تأسیسات تولید برق آن نیروگاه‌های برق-آبی بودند که بیشتر در امتداد حوضه رودخانه آگانو در استان فوکوشیما متمرکز شده بودند. در نتیجه، شمال شرقی ژاپن با کمبود شدید برق مواجه شد.
با انتخاب منطقه هاچینوهه به عنوان مرکز صنایع سنگین توسط دولت ژاپن، انتظار می‌رفت مصرف برق صنعتی افزایش یابد و توهوکو الکتریک ساخت اولین نیروگاه حرارتی خود را در سپتامبر ۱۹۵۶ آغاز کرد. این نیروگاه در ژوئن ۱۹۵۸ تکمیل شد. از چهار واحد تکمیل شده، واحدهای ۱ و ۲ در سال ۱۹۸۲ و واحد ۴ در سال ۲۰۰۶، به دلیل قدیمی بودن تجهیزات و کاهش نرخ کارایی، از بهره‌برداری خارج شدند.
پس از زلزله و سونامی توهوکو در سال ۲۰۱۱، واحد ۵ به سرعت وارد خدمت شد تا کمبود ظرفیت تولید برق جبران شود. بعدها واحد ۵ با نصب یک دیگ بخار بازیاب گرما از زباله، یک توربین بخار و ژنراتور، به یک نیروگاه سیکل ترکیبی پیشرفته ارتقا یافت.
در آن زمان نیز سوخت نیروگاه از دیزل به گاز LNG تبدیل شد. نیروگاه ارتقا یافته در ۷ اوت ۲۰۱۴ دوباره به کار افتاد و تبدیل سوخت آن به LNG تا ۱ ژوئیه ۲۰۱۵ تکمیل شد. در ۷ آگوست ۲۰۱۴، چرخه ترکیبی واحد ۵ تکمیل شد و بهره‌برداری تجاری از آن آغاز شد.
سوخت دیزل در ابتدا به عنوان سوخت اصلی استفاده می‌شد، اما در ۲۸ نوامبر ۲۰۱۲، شرکت JX Nippon Oil & Energy، قرارداد تأمین گاز طبیعی را امضا کرد و اعلام شد که از پایانه LNG این شرکت در هاچینوهه، سوخت مورد نیاز تأمین خواهد شد. تغییر سوخت اصلی به گاز طبیعی در ۱ ژوئیه ۲۰۱۵ اجرا شد و ظرفیت تولید برق و راندمان حرارتی را بهبود بخشید. واحد ۳ در تاریخ ۱ ژوئیه ۲۰۱۶ به دلیل قدیمی بودن تجهیزات از بهره‌برداری خارج شد.
نیروگاه خورشیدی ۱٫۵ مگاواتی هاچینوهه در محل واحدهای برق حرارتی اسقاط شده، ساخته شد و در ۲۰ دسامبر ۲۰۱۱ شروع به کار کرد.

## جزئیات واحدها
| واحد شماره | نوع سوخت   | نوع واحد    | ظرفیت تولید | تاریخ راه اندازی | آخرین وضعیت                          |
| ۱          | زغال سنگ   | توربین بخار | 75 MW       | ۱۹۵۸             | خروج از مدار در سال ۱۹۸۲; برچیده شده |
| ۲          | زغال سنگ   | توربین بخار | 75 MW       | ۱۹۵۸             | خروج از مدار در سال ۱۹۸۲; برچیده شده |
| ۳          | سوخت سنگین | توربین بخار | 250 MW      | ۱۹۶۸             | خروج از مدار در سال ۲۰۱۶; برچیده شده |
| ۴          | سوخت سنگین | توربین بخار | 250 MW      | ۱۹۷۲             | خروج از مدار در سال ۲۰۰۶; برچیده شده |
| ۵          | LNG        | ACC         | 416 MW      | ۲۰۱۲             | در مدار                              |